# Nights in White Satin
"Nights in White Satin" je singl koji je prvi izveo engleski sastav The Moody Blues.

## Povijest
Stihove i glazbu napisao je Justin Hayward. Imao je samo 19 godina kad ju napisao. Napisao ju je u Swindonu, a naslovio prema djevojci koja mu je darovala posteljinu od satena. Skladana je u tonalitetu E-mola i u njoj se pojavljuje napuljski akord (F).
Pjesma se prvo pojavila kao "The Night"a na albumu Days of Future Passed. Kad je prvi put objavljena 1967. došla je do broja 19 na britanskoj top-ljestvici singlova i broja 103 u SAD 1967. godine. Bila je prvi značajni ulazak na top-ljestvice The Moody Bluesa od "Go Now" i recentna promjene postave, u kojoj više nije bio Denny Laine a pridružili su se Hayward i John Lodge.
Reizdanje 1972. bilo je uspješnije. Singl je došao do broja dva i na njemu ostao dva tjedna na Billboardovoj Hot 100 (iza "I Can See Clearly Now" Johnnyja Nasha) i bila je broj 1 na Cash Box-ovom Top 100 u SAD. Dobila je zlatnu certifikaciju za prodaju u SAD u više od milijun primjeraka. Bila je broj 1 u Kanadi. U vrijeme američkog uspjeha, ponovo je ušla na ljestvice u UK te kasne 1972. popela se do 9. mjesta. Skladba je opet reizdana 1979. i opet ušla na ljestvice najboljih u UK, dosegnuvši 14. mjesto.

## Ljestvice
| Ljestvica (1967. – 68.)             | Najviši doseg |
| ----------------------------------- | ------------- |
| Austrija Ö3 Austria Top 40          | 5             |
| Belgija (Ultratop 50 Flandrija)     | 6             |
| Kanada (RPM)                        | 13            |
| Francuska (SNEP)                    | 95            |
| Njemačka (GfK Entertainment Charts) | 18            |
| Nizozemska (Single Top 100)         | 1             |
| Švicarska(Schweizer Hitparade)      | 6             |
| UK (Official Charts Company)        | 19            |

| Ljestvica (1972. – 73.)          | Najviši doseg |
| -------------------------------- | ------------- |
| Kanada                           | 1             |
| Novi Zeland (Listener)           | 5             |
| UK                               | 9             |
| SAD Billboard Hot 100            | 2             |
| SAD Billboard Adult Contemporary | 37            |
| SAD Cash Box Top 100             | 1             |

| Ljestvica (1979.) | Najviši doseg |
| ----------------- | ------------- |
| UK                | 14            |

| Ljestvica (1972.) | Mjesto |
| ----------------- | ------ |
| Kanada            | 40     |
| SAD Billboard     | 32     |
| SAD Cash Box      | 82     |

## Sandrina obrada
"Nights in White Satin" je u pop-rock obradi izvela njemačka pjevačica Sandra. Pojavila se na njenom šestom studijskom albumu Fading Shades (1995.).
Producirao ju je Michael Cretu a reakcije glazbene kritike bile su podijeljene. Skladba je objavljena kao vodeći singl proljeća (vidi glazba u 1995.), ali nije postigla tolike uspjehe kao prijašnji singlovi. Ipak, u Izraelu je dva tjedna bila na samom vrhu top-ljestvice, u Finskoj na 17. mjesto, na Novom Zelandu br. 34 i to je bio jedini Sandrin ulazak na top-ljestvicu na Novom Zelandu. U Njemačkoj je bila došla tek do 86. mjesta i to je bio njen najmanje uspješan singl u Njemačkoj sve do danas. U Ujedinjenom Kraljevstvu skladba u njenoj izvedbi nije ušla na ljestvice.
Spot je režira Angel Hart. U spotu se samo vidi Sandrino lice izbliza jer je tad bila trudna. Morala je sjediti tijekom sesija snimanja albuma. Primjetno je da je omotnica albuma Fading Shades preuzeta s spota.

### Ljestvice
| Ljestvica singlova (1995.) | Najviši doseg |
| -------------------------- | ------------- |
| Australija                 | 163           |
| Njemačka                   | 86            |
| Izrael                     | 1             |
| Novi Zeland                | 34            |